# Милославское (Новгородская область)
Милосла́вское — деревня в Новгородском районе Новгородской области, входит в состав Ракомского сельского поселения.
Расположена в новгородском Поозерье в 2,5 км от северо-западного берега озера Ильмень. Ближайшие населённые пункты — деревни Медвежья Голова, Здринога и Неронов Бор.